# Acalypha sonderi
Acalypha sonderi é uma espécie de flor do gênero Acalypha, pertencente à família Euphorbiaceae.